# プラズマボール

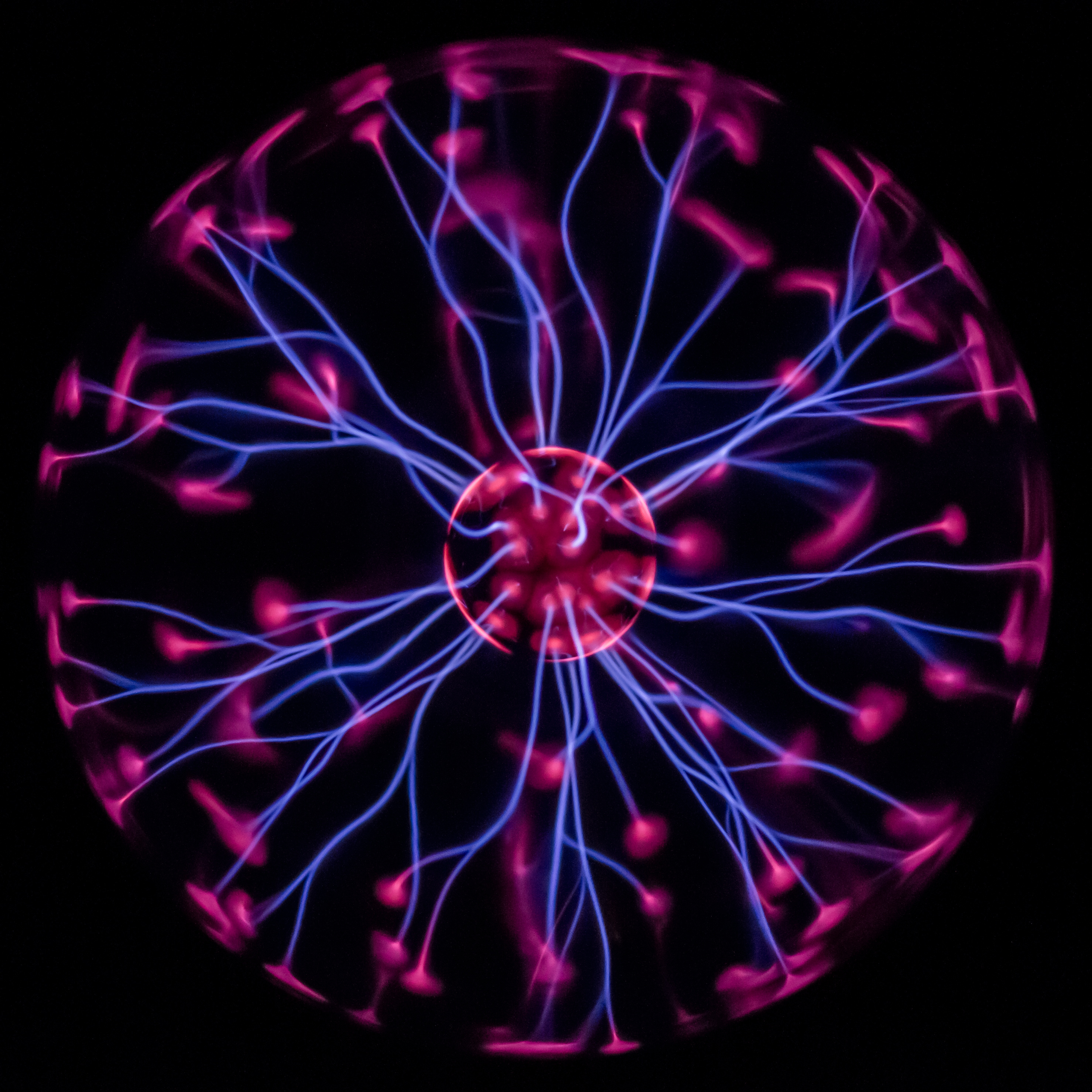
プラズマボール。内側のガラス球から外側のガラス球に向けてプラズマフィラメントが伸びている。

プラズマボール（英: plasma globe、plasma ballなど）とは、透明なガラス球の中心に高圧の電極を設置し、数種類の希ガスの混合気体を封入した器具。中心電極とガラス球殻の間にはプラズマ・フィラメントが形成され、色鮮やかな光のビームが定常的に伸びているように見える（コロナ放電、グロー放電を参照）。米国において、プラズマボールは1980年代に珍しいグッズ（en:novelty item）として人気を博した。
光源としてのプラズマランプを最初に発明したのはニコラ・テスラである。1892年、テスラは高電圧における現象を研究するため、ガラス管に封入した気体に高周波電流を印加する実験を行った。テスラはこの器具を「不活性ガス放電管」と呼んだ。現在普及しているボール型のプラズマランプを発明したのはビル・パーカー（en）で、1971年のことであった。

## 装置の構成と機能

### 概要
プラズマボールのデザインや構造は多種多様だが、透明なガラス球に約1気圧の混合気体を封入したものが一般的である。気体としてはネオンが最も広く用いられるが、アルゴン、キセノン、クリプトンのようなほかの希ガスと混合されることもある。気体にはおよそ35 kHz、2-5 kVの高周波交流電圧が印加される。このため、家庭用電源などに接続した低圧のDC電源から高周波発振回路と変圧器を介して高周波・高圧のAC電圧を作る。つまり、プラズマボールの内部回路は一種のインバータである。この電力はガラス球の中心に設置された電極から気体に対して伝達される。電極としては、中空のガラス小球に金属ウールや導電性流体を満たしたものなどが用いられる。この場合、高周波電力は小球のガラス壁を介した容量結合によって気体へと伝えられる。その結果、内部電極から外殻のガラス絶縁壁に向けてプラズマフィラメントが形成され、特有の色を持った触手状の光がボール内を動き回るように見える（コロナ放電、グロー放電を参照）。身近な器具であるにもかかわらず、プラズマボールのプラズマ発生機構に関する学術的な研究は2010年ごろまで行われておらず、多くが未解明な状態にある。
中心電極に加えるエネルギーをダイヤルでコントロールできるタイプのプラズマボールも存在する。発光ないし放電が起きる最小限のエネルギーに設定するとフィラメントが1本だけ現れ、それに沿って作られたプラズマチャネルがエネルギーをガラス壁へ、さらに外界へと伝達する。出力を上げていくと、単一のチャネルの容量を超えた時点で二本目のチャネルが生成され、さらに三本、四本と続く。それぞれのチャネルに流れる電流は同じ極性を持っているので、フィラメントは同符号の電荷のように反発し合う。フィラメントの根本と内球の間には暗い境界が存在する。

### フィラメントの性質

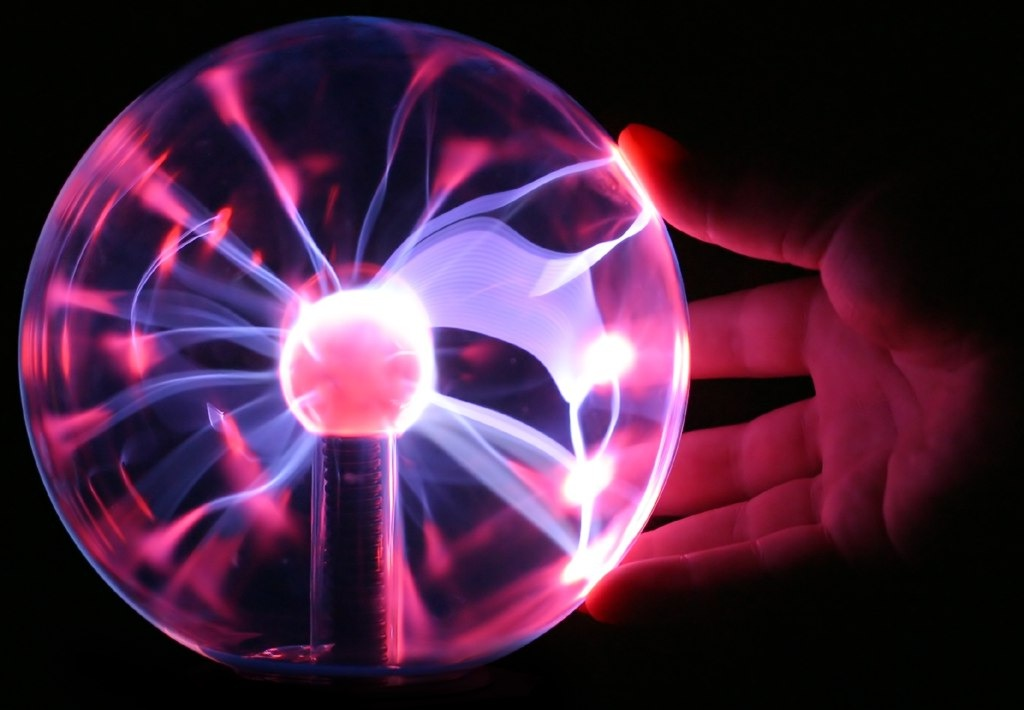
プラズマボールのガラス球に導体（人体など）を近づけると…

プラズマボールの表面に指先を当てると、そのスポットにフィラメントが引き寄せられてくる。人体は1 kΩ前後の抵抗値を持つ導体であり、指とイオン化ガスに挟まれたガラス壁はコンデンサの誘電体としてはたらくため、内球からガラス壁や人体を介してグラウンドまでインピーダンスが低い経路が形成されるためである。この時流れる電流は1 mA程度の小さいもので、主に皮膚の表面を流れるため危険性はない。内球と指をつなぐフィラメントはほかよりも細く、明るくなる。チャネルを通る電流が増えることで明るくなり、電流が周囲に作る磁場が増大することで、チャネル自身にはたらく圧縮力が強められるのである。後者は自己収束（en:self-focusing）と呼ばれる磁気流体力学的効果である。
プラズマフィラメントは定常的に存在しているように見えるが、実際には寿命10 μs程度の短命なフィラメントが交流サイクルごとに現れたり消えたりしている。フィラメントは中心電極が負電位のときに内球付近で発生し、秒速10 kmほどの速さで外球に向けて伸びていく。フィラメントが消失した後、次のフィラメントは気体中に残存する電子やイオンを利用して同じ経路をなぞるように生成する。
フィラメントが動き回る理由の大部分はフィラメント周辺の気体が温められるためである。熱くなった気体は浮力を受け、フィラメントとともに上昇する。フィラメントの先端が指などの導体につながっているなら、中間部のみが上昇して弧を描く。電極から導体までの経路が長くなりすぎるとフィラメントは消失し、電極と導体とをまっすぐつなぐフィラメントが新たに生成する。

### 封入気体
プラズマボールを作製するには、ガラス球をできる限り排気してから大気圧と同程度のネオンを封入する。封入ガスが純粋なネオンなら、高周波電圧のもとで放電が起きると球全体がぼんやりした赤色に輝く。アルゴンを少量混ぜるとフィラメントが形成され、ごく微量のキセノンを加えるとフィラメント先端に花のような分岐が生じる。希ガスのうち、ラドンは放射性であるため、ヘリウムは比較的短時間でガラスを透過するため、クリプトンは高価であるため使用に適さない。また、分子性気体はプラズマによって分解される恐れがある。

## 歴史

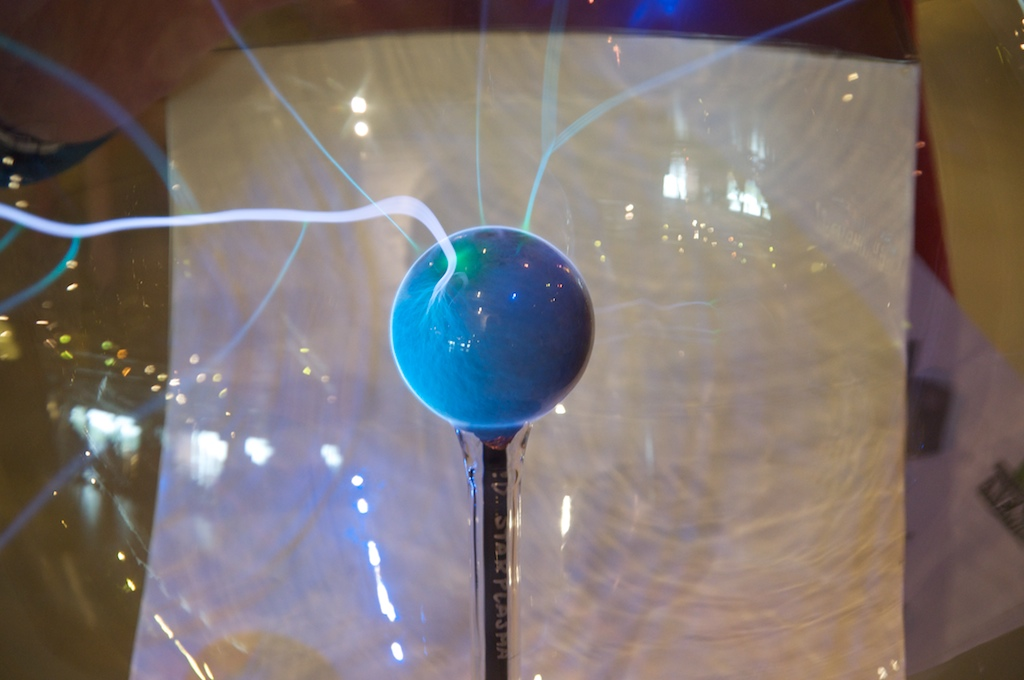
アムステルダムのNEMO科学ミュージアムに設置されている「テスラボール」。

ニコラ・テスラは現在でいうプラズマランプの一種を"Incandescent Electric Light"（「白熱電気灯」）という標題で特許登録した（アメリカ合衆国特許第 0,514,170号、1894年2月6日）。高強度の放電灯としては初めて特許登録されたものの一つであった。白熱電球に似た管球の中心に設置した導体に対してテスラコイルで発生させた高電圧を与えると、管球の内壁に向けてブラシ状の放電が発せられる。正確には、テスラが特許を取ったのは、真空排気された管球に底から導電体を貫入させ、その先端に光源となる不燃性物質の小球を取り付ける、という特定の様式のランプである。テスラは当初これを単極ランプと呼んでいたが、後に「不活性ガス放電管」（"Inert Gas Discharge Tube"）と名付けた。
1970年代から80年代にかけて、ジェームズ・フォークは「グラウンドスター」という名でプラズマボールを生産し、収集家や科学館向けに販売した。1984年、SF作家ジェリー・パーネルはオーブ・コーポレーション社の「オムニスフィア」をレビューして「この世で最も素晴らしいもの」「壮麗……全く新しい芸術品」と激賞し、「私のオムニスフィアはどれだけ金を積まれても譲らない」と述べた。
近年のプラズマボールにはキセノン、クリプトン、ネオンの混合気体（これ以外の気体も用いられることがある）が封入されるのが一般的であるが、テスラの時代にはそのような気体を作製することは技術的に不可能だった。今日のプラズマボールに見られる鮮烈な色や、フィラメントの運動の激しさや形状の複雑さは、混合気体の種類・管球の形状・内部回路の組み合わせによって制御されている。

## 用途
プラズマボールは独特の照明効果を持ち、指でプラズマを動かして遊べることから、変わったインテリアとして、もしくは科学おもちゃとして使用されている。演示実験用として学校の理科室に備えられていることもある。通常の照明器具として用いられることは少ないが、コンセントから給電する常夜灯用のプラズマボールも販売されている。

## 危険性
導電体や電子機器をプラズマボールに近づけると、軽い火傷を負うほどガラス球が熱くなることがある。また、近づけたものとガラス球内部との間で放電が起きて弱いショックを感じることがある。放電はプラスチックの保護ケースを貫通することもある。プラズマボールから発生した高周波の電磁波は、ノートパソコンや携帯電話などに用いられているタッチパッドの動作に影響を与える場合がある。1 mほど離れたコードレス電話やWi-Fi機器に影響を与えるほどの電波障害を発生させる機種も存在する。
ガラス球を金属箔で覆うと、静電結合によって箔に大きな高周波電圧が伝えられる。このとき、球内の気体が一方の導体、誘電体であるガラス壁を挟んで金属箔がもう一方の導体となってコンデンサが形成されている。箔に導体を近づけることで箔から小さな電弧を飛ばすことができる。電弧はガラス球の破損や火災を引き起こす可能性があるほか、指に直接電弧を飛ばすと軽い火傷を負う。